# Station Wendover
Wendover is een spoorwegstation van National Rail in Wendover, Aylesbury Vale in Engeland. Het station is eigendom van Network Rail en wordt beheerd door Chiltern Railways. Het station is geopend in 1892.